# Makovica (Slanské vrchy)
Makovica (981,4 m n. m.) je hora v centrální části Slanských vrchů. Na vrcholu je několik telekomunikačních objektů a vysílačů, ke kterým vede cesta z obce Mudrovce.

## Vysílač Makovica
Poloha ve středu východního Slovenska a vysoká nadmořská výška předurčily Makovicu na telekomunikační využití. Pokrytí velkého území z vrcholu byly hlavní motivací k výstavbě věže, sloužící pro retranslaci televizního a radiového vysílání. O velkém významu kóty napovídají i další objekty, které využívají energetici, armáda, mobilní operátoři a soukromé vysílací stanice pro přenos modulace.
V současnosti vysílá z makovice FM signál Rádia Expres a zejména digitální televizní signál. Prioritně pokrývané území zahrnuje velkou část východního Slovenska, včetně Košic a Prešova, Východoslovenské nížiny, Zemplína a Šariše. Přesahy umožňují příjem signálů i na území Polska, Ukrajiny a Maďarska.
FM
| Frekvence [MHz] | Program      | ERP   | Polarizace   |
| --------------- | ------------ | ----- | ------------ |
| 106,2           | Rádio Expres | 20 kW | horizontální |

DVB-T
| Multiplex    | Kanál | ERP       | Polarizace |
| ------------ | ----- | --------- | ---------- |
| 1. multiplex | 64    | 10,1 kW   | vertikální |
| 2. multiplex | 59    | 15,849 kW | vertikální |

## Přístup
- Cestou z obce Mudrovce
- Po  značce z Herlianského sedla z jihu
- Po  značce po hřebeni z Menšího vrchu ze severu